# Halbmarathon-Weltmeisterschaften 2000
Die 9. Halbmarathon-Weltmeisterschaften (offiziell IAAF World Half Marathon Championships) wurde am 12. November 2000 in der mexikanischen Stadt Veracruz ausgetragen. Zum ersten Mal fanden Halbmarathon-Weltmeisterschaften außerhalb Europas statt.
Der Kurs war eine dreimal zu durchlaufender Wendepunktstrecke entlang des Hafens der Stadt. Die Teilnehmer litten unter warmen Temperaturen von etwa 30 °C und der hohen Luftfeuchtigkeit. Insbesondere im Rennen der Männer, das um 10:30 Uhr anderthalb Stunden nach dem Frauenrennen gestartet wurde, gaben überdurchschnittlich viele Läufer den Wettkampf vorzeitig auf.
In krankheitsbedingter Abwesenheit der Titelverteidigerin Tegla Loroupe sicherte sich die Britin Paula Radcliffe zum ersten Mal den Weltmeistertitel. Auf den Plätzen folgten Susan Chepkemei aus Kenia und die Rumänin Lidia Slavuteanu-Şimon. Für Slavuteanu-Şimon war es bereits die vierte Einzelmedaille bei Halbmarathon-Weltmeisterschaften. Die Mannschaftswertung (Addition der Zeiten der drei schnellsten Läuferinnen eines Landes) gewann Rumänien zum insgesamt sechsten Mal. Japan und Russland belegten wie im Vorjahr die Plätze zwei und drei.
Im Männerrennen gelang Paul Tergat aus Kenia die Titelverteidigung. Der damalige Weltrekordhalter schlug den erst 18-jährigen Tansanier Phaustin Baha Sulle im Schlussspurt mit einer Sekunde Vorsprung. Weitere zwei Sekunden dahinter komplettierte der Äthiopier Tesfaye Jifar das Podium, der damit seine Vorjahresplatzierung wiederholte. Die Mannschaftswertung gewann Kenia vor Äthiopien. Belgien belegte überraschend Rang drei.

## Ergebnisse

### Einzelwertung Männer
| Platz | Athlet               | Land | Zeit (h) |
| ----- | -------------------- | ---- | -------- |
| 1     | Paul Tergat          | KEN  | 1:03:47  |
| 2     | Phaustin Baha Sulle  | TAN  | 1:03:48  |
| 3     | Tesfaye Jifar        | ETH  | 1:03:50  |
| 4     | Joseph Kimani        | KEN  | 1:03:52  |
| 5     | David Ruto           | KEN  | 1:03:59  |
| 6     | John Gwako           | KEN  | 1:04:16  |
| 7     | Amnaay Zebedayo Bayo | TAN  | 1:04:25  |
| 8     | Oscar Fernández      | ESP  | 1:04:25  |

Von 122 gemeldeten Athleten gingen 119 an den Start und erreichten 100 das Ziel.

### Teamwertung Männer
| Platz | Land und Athleten                                                    | Zeit (h)                        |
| ----- | -------------------------------------------------------------------- | ------------------------------- |
| 1     | Kenia Paul Tergat (1.) Joseph Kimani (4.) David Ruto (5.)            | 3:11:38 1:03:47 1:03:52 1:03:59 |
| 2     | Äthiopien Tesfaye Jifar (3.) Seid Ibrahim (12.) Gemechu Kebede (14.) | 3:14:45 1:03:50 1:05:19 1:05:36 |
| 3     | Belgien Koen Allaert (15.) Guy Fays (21.) Christiano Nemeth (24.)    | 3:18:35 1:05:41 1:06:21 1:06:33 |

Insgesamt wurden 22 Teams gewertet.

### Einzelwertung Frauen
| Platz | Athletin               | Land | Zeit (h) |
| ----- | ---------------------- | ---- | -------- |
| 1     | Paula Radcliffe        | GBR  | 1:09:07  |
| 2     | Susan Chepkemei        | KEN  | 1:09:40  |
| 3     | Lidia Slavuteanu-Şimon | ROU  | 1:10:24  |
| 4     | Mizuki Noguchi         | JPN  | 1:11:11  |
| 5     | Pamela Chepchumba      | KEN  | 1:11:33  |
| 6     | Mihaela Botezan        | ROU  | 1:11:52  |
| 7     | Cristina Pomacu        | ROU  | 1:12:06  |
| 8     | Yukiko Okamoto         | JPN  | 1:12:20  |

Von 62 gemeldeten Athletinnen gingen 61 an den Start und erreichten 54 das Ziel.

### Teamwertung Frauen
| Platz | Land und Athletinnen                                                              | Zeit (h)                        |
| ----- | --------------------------------------------------------------------------------- | ------------------------------- |
| 1     | Rumänien Lidia Slavuteanu-Şimon (3.) Mihaela Botezan (6.) Cristina Pomacu (7.)    | 3:34:22 1:10:24 1:11:52 1:12:06 |
| 2     | Japan Mizuki Noguchi (4.) Yukiko Okamoto (8.) Yasuko Hashimoto (9.)               | 3:36:25 1:11:11 1:12:20 1:12:54 |
| 3     | Russland Lidija Grigorjewa (11.) Galina Alexandrowa (13.) Sinaida Semjonowa (22.) | 3:45:41 1:14:26 1:15:02 1:16:13 |

Insgesamt wurden 10 Teams gewertet.